# Данијел Николић
Данијел Николић (Загреб, 5. мај 1981) српски је позоришни и филмски глумац.

## Биографија
Играо је у више од двадесет позоришних представа, филмова и стотинак ТВ емисија и радио драма. Две године је радио као шеф одељења за односе са јавношћу Академије уметности БК. Од 2005. до 2007. године радио је на пројекту „Ноћ музеја“, а од 2006. године, координатор међународног уметничког пројекта „Мит као судбина“. Био је делегат југословенске омладине на конференцији „Piece by Peace“ у САД, 2000. године. Оснивач је Асоцијације студената и Алумни асоцијације Академије уметности БК.
2006. године са монодрамом „Кеву сам наложио на интернет“, по тексту Младена Гвера, а у адаптацији и режији Сунчице Милосављевић, учествовао је на Фестивалу монодраме и пантомиме у Земуну као до тада најмлађи учесник.
Од 2007. године његову каријеру обележава улога службеника Јована у серији Радоша Бајића "Село гори, а баба се чешља".

## Филмографија
| Год.       | Назив                                  | Улога                   |
| ---------- | -------------------------------------- | ----------------------- |
| 2012.      | Споменик Мајклу Џексону                | Мита                    |
| 2011.      | Војна академија                        | Цвики                   |
| 2010.      | Црна Зорица                            | Срећко                  |
| 2007-2009. | Село гори, а баба се чешља (ТВ серија) | Јован                   |
| 2006.      | Синовци                                | Лала                    |
| 2004.      | Црни Груја 2                           | Ружни                   |
| 2003.      | Сјај у очима                           | Полицајац               |
| 2003.      | Казнени простор                        | Циго                    |
| 2002.      | Т. Т. Синдром                          | болесник од ТТ синдрома |

## Позоришне представе
2005
- М. Мекдона „Поручник с Инишмора“, режија У. Јовановић, Дејви, НП Београд
- Г. Лебовић „Живот или позориште“, режија Г. Лебовић, Нациста, НП Београд
- М. Гверо „Кеву сам наложио на Интернет“ режија С. Милосављевић, Марко, Култ

2004
- В. Шекспир „Кориолан“, режија С. Габрић, Мененије Агрипа, КПГТ
- В. Шекспир „Ричард III“, режија Љ. Ристић, Џорџ Војвода од Кларенса КПГТ
- Х. Милер „Смрт трговачког путника“, режија С. Габрић, Хепи, КПГТ
- С. Ковачевић „Зечији насип“, режија С. Ковачевић, Слабић, НП Београд

2003
- А. Ками, „Мит о Сизифу“, режија Ф. Гајић, КПГТ
- Љ. Симовић, „Путујуће позориште Шопаловић“, режија И. Бекјарев, М. Јагодић, Благоје, Театар Т, ЦЗКД, Култ театар
- Ф. Гајић, „Сарајевске приче“, режија Ф. Гајић, Он, КПГТ
- М. Крлежа, „У логору“, режија Ф. Гајић, Аграмер, КПГТ
- Б. Митровић „Пакетићи за пачиће“, режија С. Данковић, Паче, Наша лутка путујућа

2002
- Б. Нушић, „Свет“, режија И. Бекјарев, М. Јагодић, Ујка, Театар Т, Б. Буха
- П. Хандке, „Псовање публике“, режија Љ. Ристић, КПГТ
- Х. Милер „Опис слике“, режија Ф. Гајић, партизанка Дара Шуковић, КПГТ
- М. Вукоичић, „Док књиге спавају“, режија М. Вукоичић, Дечак, „Дечја радост“

2001
- М. Вукоичић, „Недеља у школи“, режија М. Вукоичић, Данијел, Пан театар
- М. Вукоичић, „Чаробно поље“, режија М. Вукоичић, Добрица, Пан театар